# Erina ardosiacea
Erina ardosiacea är en fjärilsart som beskrevs av Tite 1963. Erina ardosiacea ingår i släktet Erina och familjen juvelvingar. Inga underarter finns listade i Catalogue of Life.